# Smoutwerk
Smoutwerk (ongeveer hetzelfde als handelsdrukwerk) is in de letterzetterij en in de drukkerij een vorm van zet- en drukwerk die wordt gebruikt voor gelegenheidspublicaties.

## Soorten publicaties
Zulke gelegenheidspublicaties zijn bijvoorbeeld visitekaartjes, rouwkaarten, reclamemateriaal, flyers met aankondigingen, en brieven of briefpapier. Ook stickers behoren tot de categorie.

## Productie
Enkele kenmerken van smoutwerk zijn:
- De omvang van smoutwerk is vaak klein. Deze kan één tot enkele bladzijden bedragen, of, zoals in het geval van visitekaartjes, nog minder.
- Er worden vaak vaste formules gebruikt (zoals in rouwkaarten), die de zetter/drukker in voorraad heeft; dit zetsel hoeft dus niet steeds opnieuw aangemaakt te worden.
- Het zetsel vormt vaak geen doorlopende regels, maar bestaat (deels) uit elementen die nagenoeg op zichzelf staan: koppen, slogans, aanprijzingen, naamsvermeldingen.
- De gebruikte lettertypen en corpsgrootten zijn vaak gevarieerder dan die in een gewone doorlopende tekst.
- Vaak worden ook lettertypen en corpsgrootten gebruikt die in reguliere tekst minder gewoon zijn. Hiervoor bestaan echter wel conventies: zo wordt bij visitekaartjes de Helvetica veel gebruikt. Ook lettertypen van de egyptienne-familie zijn relatief gebruikelijk. Sommige lettertypen worden zelfs speciaal voor smoutwerk gebruikt, en zijn voor boekdruk niet geschikt.

Onderscheid moet worden gemaakt met de vele fantasieletters die door de opkomst van de personal computer voor iedereen toegankelijk zijn geworden. Het gebruik daarvan heeft uit de aard der zaak vaak geen professioneel karakter, en een zelfgemaakte, zelf opgemaakte computeruitdraai kan om twee redenen niet als smoutwerk worden beschouwd: het volgt zelden de gegroeide conventies, en het is geen professioneel werk.
- De productieperiode is kort tot zeer kort in vergelijking met die van een boek.

De oplage kan sterk variëren: familiedrukwerk kent een beperkte oplage, die van reclamedrukwerk kan heel groot zijn.